# ヴィタリ集合
数学において、ヴィタリ集合（ヴィタリしゅうごう、英: Vitali set）とはジュゼッペ・ヴィタリ(Giuseppe Vitali (1905))によって作られたルベーグ非可測な実数集合の基本的な例である。ヴィタリの定理はそのような集合が存在することを保証する存在定理である。不可算個のヴィタリ集合が存在し、それらの存在は選択公理の仮定の下で示される。1970年にロバート・ソロヴェイは、到達不能基数の存在を仮定することにより、全ての実数の集合がルベーグ可測となるような（選択公理を除いた）ツェルメロ・フレンケル集合論のモデルを構築した。

## 可測集合
集合には '長さ' や '重さ' が定まるものがある。例えば、区間 [0, 1]は長さ1を持つと思われる。; もっと一般的に、区間[a, b] (a ≤ b) は長さ b − a を持つと思われる。このような区間を一様な密度の金属棒と見ると、同じように重さも定義可能である。集合 [0, 1] ∪ [2, 3] は長さ1の二つの区間の合併であるので、この集合の全長は2と考える。重さで考えても同様に2と考えられる。ここで自然に次の問題が発生する: 実数直線の任意の部分集合 E に対して、必ず '重さ' や '全長'は得られるのか? 例えば、[0, 1] 上の有理数集合はどんな重さになるであろうか。有理数集合は実数直線の中で稠密なので、非負の値が適切であろう。重さに最も近い一般化はσ-加法性を持つルベーグ測度である。この測度は [a, b] の長さに b − a を割り当て、可算集合である有理数全体の集合には 0 を割り当てる。ルベーグ測度が定められる集合をルベーグ可測集合と呼ぶ。しかし、ルベーグ測度の構成（カラテオドリの拡張定理を使う）自体からは非可測集合の存在は明らかに分かることではない。その問題に対する答えは選択公理を仮定するかどうかをも問うことになる。

## 構成と証明
有理数体 Q は実数体 R の普通の加法についての部分群を成す。なので加法の商群 R/Q (つまり、有理数分の差を持つ実数同士を集めた同値類による剰余群) は有理数集合の互いに交わらない"平行移動コピー"によって出来ている。この群の任意の元はある r ∈ R についての Q + r として書ける。
R/Q の元は R の分割の1ピースである。そのピースは不可算個あり、各ピースはそれぞれ R の中で稠密である。R/Q の元はどれも [0, 1] と交わっており、選択公理によって [0, 1] の部分集合で、R/Q の代表系になっているものが取れる。このようにして作られた集合がヴィタリ集合と呼ばれているものである。すなわち、ヴィタリ集合 V は [0, 1] の部分集合で、各 r ∈ R に対して v − r が有理数になるような一意的な v を要素に持つものである。ヴィタリ集合 V は不可算であり、 {\displaystyle u,v\in V,u\neq v}であれば v − u は必ず無理数である。
ヴィタリ集合は非可測である。これを示すために V が可測だったとして矛盾を導く。q1, q2, ... を [−1, 1] の有理数の数え上げとする(有理数集合は可算なのでこれは可能)。V の構成から、平行移動による集合 {\displaystyle V_{k}=V+q_{k}=\{v+q_{k}:v\in V\}}, k = 1, 2, ... はそれぞれ互いに交わらない。さらに、{\displaystyle [0,1]\subseteqq \biguplus _{k}V_{k}\subseteqq [-1,2]} である。ここで、ルベーグ測度のσ-加法性を使うと:
{\displaystyle 1\leqq \sum _{k=1}^{\infty }\lambda (V_{k})\leqq 3.}
である。ルベーグ測度は平行移動について不変なので
{\displaystyle \lambda (V_{k})=\lambda (V)}
である。ゆえに、
{\displaystyle 1\leqq \sum _{k=1}^{\infty }\lambda (V)\leqq 3.}
であるが、これは不可能である。一つの定数の無限和は 0 であるか無限大に発散するので、いずれにせよ [1, 3] の中には入らない。すなわち V は可測ではない。つまりルベーグ測度 λ はいかなる値も λ(V) の値として定義できない。